# Stazione di Stoccarda-Weilimdorf
La stazione di Stoccarda-Weilimdorf (in tedesco Stuttgart-Weilimdorf) è la principale stazione S-Bahn del distretto di Weilimdorf a Stoccarda, in Germania.

## Movimento
La stazione è servita dalla linea S6/S60 della S-Bahn.